# 李曾
李曾（？—？），赵郡平棘县（今河北省石家庄市赵县）人，出自赵郡李氏东祖，北魏官员。

## 生平
李曾少时学习郑玄注解的《周礼》、《左氏春秋》，以教授经学为业，赵郡三次征辟他担任功曹，李曾都没有就任，门人弟子劝他，李曾说：“功曹的职务，虽然是乡里征选的最高等次，还是郡吏罢了。侍奉他人，怎么容易。”州刺史征召李曾担任州主簿，李曾到任月余，感叹的说：“梁竦说过：‘州郡之职，让人空自劳苦。’不能奉行大道，是我自身的忧虑。”李曾于是回家继续讲学。魏道武帝拓跋珪时期，李曾被征召担任博士，外任赵郡太守，有令即行有禁即止，劫匪盗贼逃窜。魏明元帝拓跋嗣嘉奖了李曾。并州的丁零人长期危害太行山以东地区，得知李曾能让百姓为之尽力，畏惧不敢进入赵郡境内。贼寇在常山郡境内得到一只死鹿，说是得于赵郡，贼寇首领责备他，下令将鹿送回原处。邻郡为此做歌谣说：“假冒赵郡的鹿，仍胜过常山的粟。”李曾就是受到如此畏惧。李曾去世后，朝廷赠予平南将军、荆州刺史、柏仁子，谥号懿。

## 家庭

### 兄弟
- 李勰
- 李系，北魏平棘县县令、平棘男
- 李奉

### 儿子
- 李祥，北魏中书侍郎、平棘宪子
- 李孝伯，北魏使持节、散骑常侍、平西将军、泰州刺史、宣城文昭公